# Cladistia
Cladistia és un clade de peixos ossis que actualment consta de poques restes anguiliformes (amb forma d'anguila) d'una diversitat antiga. Les seves principals sinapomorfies són una aleta dorsal amb rajos independents, i un parafenoide posteriorment allargat.
Cladistia és el grup germà dels Actinopteris.

## Taxonomia
Basat en el treball de Lund 2000
- Ordre † Guildayichthyiformes Lund 2000
  - Família † Guildayichthyidae Lund 2000
    - Gènere † Guildayichthys Lund 2000
      - Espècie † Guildayichthys carnegiei Lund 2000

    - Gènere † Discoserra Lund 2000
      - Espècie † Discoserra pectinodon Lund 2000
- Clade Pseudosarcopterygii (fals peix de les aletes del lòbul)
- Ordre Polypteriformes Bleeker 1859
  - Gènere † Latinopollia Meunier i Gayet 1998
    - Espècie † Latinopollia suarezi (Meunier i Gayet 1996) Meunier i Gayet 1998

  - Gènere † Dagetella Gayet i Meunier 1991
    - Espècie † Dagetella sudamericana Gayet i Meunier 1991

  - Gènere † Bartschichthys Gayet i Meunier 1996 [ Bartschia Gayet i Meunier 1996 no Rehder 1943 ]
    - Espècie † B. arnoulti (Gayet i Meunier 1996) [ Bartschia arnoulti Gayet i Meunier 1996 ]
    - Espècie † B. napatensis Werner i Gayet 1997
    - Espècie † B. tubularis (Gayet i Meunier 1996) [ Bartschia tubularis Gayet i Meunier 1996 ]

  - Gènere † Sudània Werner i Gayet 1997
    - Espècie † S. gracilis Werner i Gayet 1997
    - Espècie † S. oblonga Werner i Gayet 1997

  - Gènere † Saharaichthys Werner i Gayet 1997
    - Espècie † S. nigeriensis (Gayet i Meunier 1996) [ Sainthilairia nigeriensis Gayet i Meunier 1996 ]
    - Espècie † S. africanus (Gayet i Meunier 1996) [ Sainthilairia africana Gayet i Meunier 1996 ]

  - Gènere † Sainthilaria Gayet i Meunier 1996
    - Espècie † S. beccussiformis Gayet i Meunier 1996
    - Espècie † S. elongata Werner i Gayet 1997
    - Espècie † S. falciformis Gayet i Meunier 1996
    - Espècie † S. grandis Gayet i Meunier 1996
    - Espècie † S. intermedia Werner i Gayet 1997

  - Gènere † Inbecetemia Werner i Gayet 1997
    - Espècie † I. torta (Gayet i Meunier 1996) [ Sainthilairia torta Gayet i Meunier 1996 ]
    - Espècie † I. tortissima (Gayet i Meunier 1996) [ Sainthilairia tortissima Gayet i Meunier 1996 ]

  - Gènere † Nagaia Werner i Gayet 1997
    - Espècie † Nagaia extrema Werner i Gayet 1997

  - Família Polypteridae Lacépède 1803 sensu stricto
    - Gènere † Bawitius Grandstaff et al. 2012
      - Espècie † Bawitius bartheli (Schaal 1984) Grandstaff et al. 2012 [ Polypterus bartheli Schaal 1984 ]

    - Gènere † Serenoichthys Dutheil 1999
      - Espècie † Serenoichthys kemkemensis Dutheil 1999

    - Gènere Calamoichthys Smith 1866)
    - Gènere Polypterus